# Национальная кинопремия «Анаит»
Национа́льная кинопре́мия «Анаи́т» (арм. «Անահիտ» ազգային կինոմրցանակ) — армянская кинопремия, вручаемая за выдающиеся достижения в области кино. Учреждена Национальной киноакадемией Армении. Премия названа в честь древнеармянской богини Анаит, покровительницы мудрости, искусства и плодородия.

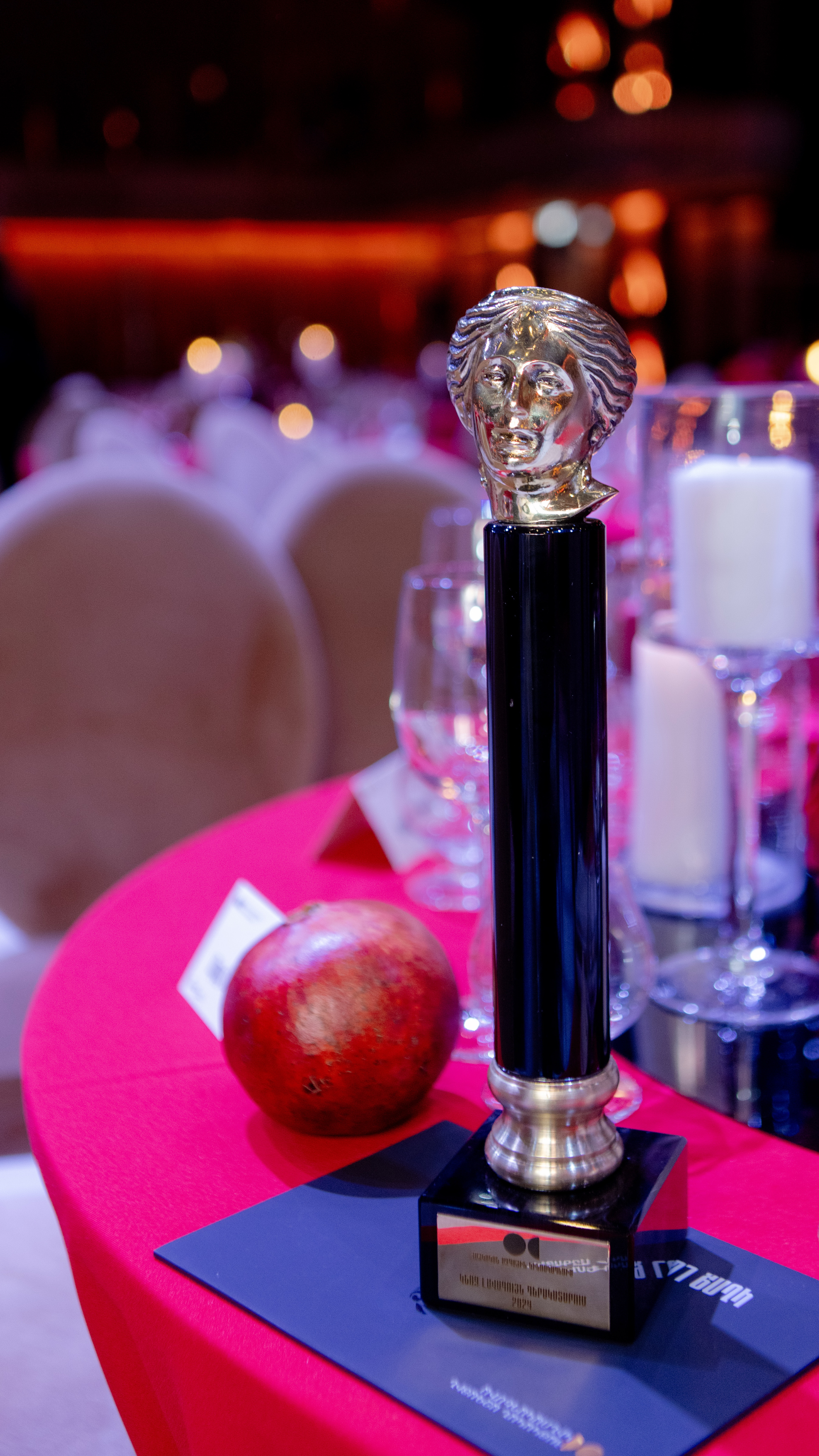
Награда «Анаит»

## История
Премия учреждена Национальной киноакадемией Армении с целью поощрения и поддержки развития национального кинематографа.
Первая торжественная церемония вручения премии «Анаит» состоялась в 2017 году.
«Анаит» проводится один раз в два года. Участие в конкурсе открыто для фильмов, созданных в Армении или в копродукции с ней при значительном участии армянских кинематографистов.

## Организация
Премия организуется Национальной киноакадемией Армении. Победители Премии определяются путём голосования её членов.
Члены Киноакадемии, имеющие непосредственное отношение к фильму (продюсер, режиссёр, актёр и др.), не имеют права голосовать в соответствующей номинации. Подсчёт голосов осуществляется независимой счётной комиссией. Голосование конфиденциально, а результаты хранятся в запечатанных конвертах до официальной церемонии.
В результате голосования формируется тройка финалистов в каждой номинации, шорт-лист премии публикуется в соцсетях Киноакадемии, СМИ рассылается пресс-релиз.
Имя победителя в каждой категории остаётся конфиденциальным до момента церемонии вручения. Победитель объявляется во время церемонии — путём вскрытия запечатанного конверта на сцене.

## Номинации
Премия «Анаит» вручается в следующих категориях:
1. Лучший фильм
2. Лучшая режиссерская работа
3. Лучшая мужская роль
4. Лучшая женская роль
5. Лучший сценарий
6. Лучшая операторская работа
7. Лучшая музыка
8. Лучшая работа художника-постановщика
9. Лучшее звуковое оформление
10. Лучший документальный фильм
11. Лучший короткометражный фильм
12. Лучший анимационный фильм

Кроме того, вручается Специальный приз за вклад в развитие армянского кинематографа, который присуждается решением членов Киноакадемии.

## Условия участия
К участию допускаются фильмы, завершённые в течение двух лет, предшествующих проведению Премии, при наличии хотя бы одного публичного показа (прокат, фестиваль или онлайн-премьера). В случае копродукции требуется значительное участие армянских специалистов в ключевых творческих позициях — режиссура, сценарий, продюсирование и др.

## Лауреаты

### 2017[8]
1. Лучший фильм — «Линия» реж. Мгер Мкртчян; продюсеры: Рубен Джагинян, Карен Казарян
2. Лучшая режиссерская работа — Арутюн Хачатрян («Тупик»)
3. Лучшая мужская роль — Самвел Тадевосян («Линия»)
4. Лучшая женская роль — Яна Друзь («28:24»)
5. Лучший сценарий — Микаэл Стамболцян, Арутюн Хачатрян («Тупик»)
6. Лучшая операторская работа — Ваагн Тер Акобян («Линия»)
7. Лучшая музыка — Ваагн Айрапетян («Бари Луйс»)
8. Лучшая работа художника-постановщика — Микаэл Антонян, Вардан Седракян («28:24»)
9. Лучшее звуковое оформление — не присуждена
10. Лучший документальный фильм — «Тупик» (реж. Арутюн Хачатрян)
11. Лучший короткометражный фильм — «Путь Симона» (реж. Эдгар Багдасарян)
12. Лучший анимационный фильм — «Из страны Муш» (реж. Армине Арутюнян)

### 2019[9]
1. Лучший фильм — Длинная ночь (реж. Эдгар Багдасарян; продюсеры: Эдгар Багдасарян, Карине Симонян, Карен Казарян)
2. Лучшая режиссерская работа — Эдгар Багдасарян («Длинная ночь»)
3. Лучшая мужская роль — Лерник Арутюнян («Спитак»)
4. Лучшая женская роль — Нарине Григорян («Ева»)
5. Лучший сценарий — Эдгар Багдасарян («Длинная ночь»)
6. Лучшая операторская работа — Сурен Тадевосян («Длинная ночь»)
7. Лучшая музыка — Серж Танкян («Спитак»)
8. Лучшая работа художника-постановщика — Тигран Аракелян, Седрак Великонди («Длинная ночь»)
9. Лучшее звуковое оформление — Арман Аветисян, Тигран Кузикян («Длинная ночь»)
10. Лучший документальный фильм — «Вместе с ветром» (реж. Артур Саакян)
11. Лучший короткометражный фильм — «Мой Новый год» (реж. Арусяк Симонян)
12. Лучший анимационный фильм — не присуждена

Специальный приз за вклад в развитие киноиндустрии — композитор Тигран Мансурян

### 2022[12][13][14]
1. Лучший фильм — Если стихнет ветер (реж. Нора Мартиросян; продюсеры — Джули Паратян, Аннабелла Незри, Ани Ворсканян)
2. Лучшая режиссерская работа — Нора Мартиросян («Если стихнет ветер»)
3. Лучшая мужская роль — Давид Акобян («Если стихнет ветер»)
4. Лучшая женская роль — Лили Элбакян («Чнчик»)
5. Лучший сценарий — Нора Мартиросян («Если стихнет ветер»)
6. Лучшая операторская работа — Айк Киракосян («Чнчик»)
7. Лучшая музыка — Андраник Берберян («Песни Соломона»)
8. Лучшая работа художника-постановщика — Севак Багдасарян, Юргита Гертвилайте («Врата рая»)
9. Лучшее звуковое оформление — Эдгар Акобян, Мариус Блазис («Врата рая»)
10. Лучший документальный фильм — «Деревня женщин» (реж. Тамара Степанян)
11. Лучший короткометражный фильм — «Новогодний поросенок» (реж. Александр Багдасарян)
12. Лучший анимационный фильм — «Сон Кафки» (реж. Давид Бабаян)

Специальный приз за вклад в развитие киноиндустрии — актер Гуж Манукян

### 2024[18][19][20][21]
1. Лучший фильм — «Американец» (реж. Майкл Гюрджян: продюсер Арман Ншанян)[22]
2. Лучшая режиссерская работа- Эдгар Багдасарян («Яша и Леонид Брежнев»)
3. Лучшая мужская роль — Маис Саргсян («Яша и Леонид Брежнев»)
4. Лучшая женская роль — Нарине Григорян («Американец»)
5. Лучший сценарий — Эдгар Багдасарян («Яша и Леонид Брежнев»)
6. Лучшая операторская работа — Сурен Тадевосян («Яша и Леонид Брежнев»)
7. Лучшая музыка — Андраник Берберян («Американец»)
8. Лучшая работа художника-постановщика — Нерсес Седракян, Авет Тоноянц («Американец»)
9. Лучшее звуковое оформление — Тигран Кузикян («Яша и Леонид Брежнев»)
10. Лучший документальный фильм- Рассвет Авроры (реж. Инна Саакян)
11. Лучший короткометражный фильм — 250 КМ (реж. Асмик Мовсисян)
12. Лучший анимационный фильм — Песня летящих листьев (реж. Армине Анда)

Специальный приз за вклад в развитие киноиндустрии — композитор Роберт Амирханян